# Szeghalmi járás
A Szeghalmi járás Békés vármegyéhez tartozó járás Magyarországon, amely 2013-ban jött létre. Székhelye Szeghalom. Területe 714,19 km², népessége 29 013 fő, népsűrűsége 41 fő/km² volt a 2012. évi adatok szerint. 2013. július 15-én négy város (Szeghalom, Körösladány, Vésztő és Füzesgyarmat) és három község tartozott hozzá.
A Szeghalmi járás a járások 1983-as megszüntetése előtt is mindvégig létezett, és székhelye az állandó járási székhelyek kijelölése (1886) óta végig Szeghalom volt.

## Települései
| Település     | Rang (2013. július 15.) | Kistérség (2013. január 1.) | Népesség (2012. január 1.) | Terület (km²) |
| ------------- | ----------------------- | --------------------------- | -------------------------- | ------------- |
| Szeghalom     | járásszékhely város     | Szeghalomi                  | 9 115                      | 217,13        |
| Füzesgyarmat  | város                   | Szeghalomi                  | 5 665                      | 127,34        |
| Körösladány   | város                   | Szeghalomi                  | 4 582                      | 123,79        |
| Vésztő        | város                   | Szeghalomi                  | 6 680                      | 125,7         |
| Bucsa         | község                  | Szeghalomi                  | 2 055                      | 55,82         |
| Kertészsziget | község                  | Szeghalomi                  | 379                        | 39,11         |
| Körösújfalu   | község                  | Szeghalomi                  | 537                        | 25,3          |